# Kahltal-Spessart-Radwanderweg

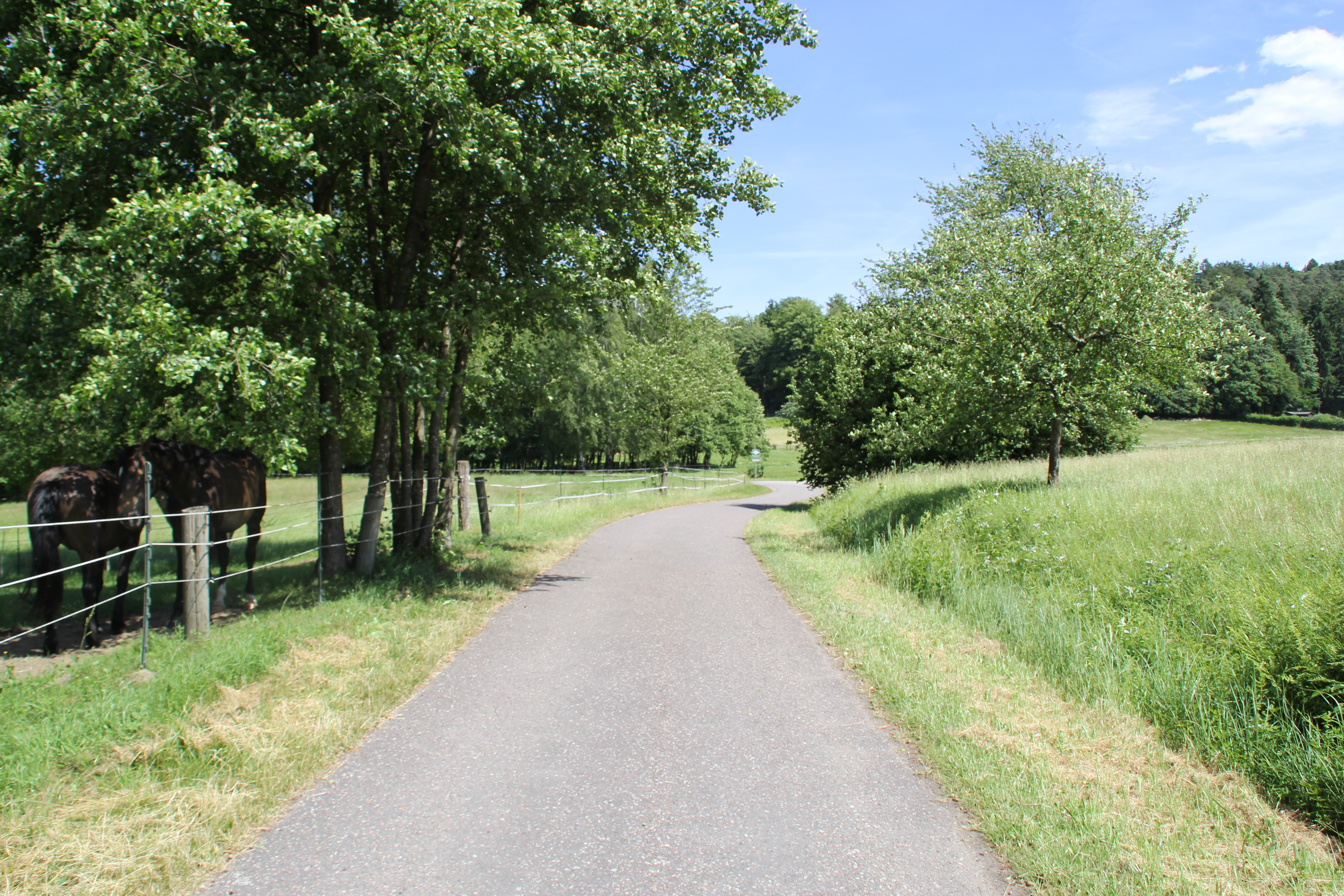
Kahltal-Spessart-Radweg bei Kleinkahl

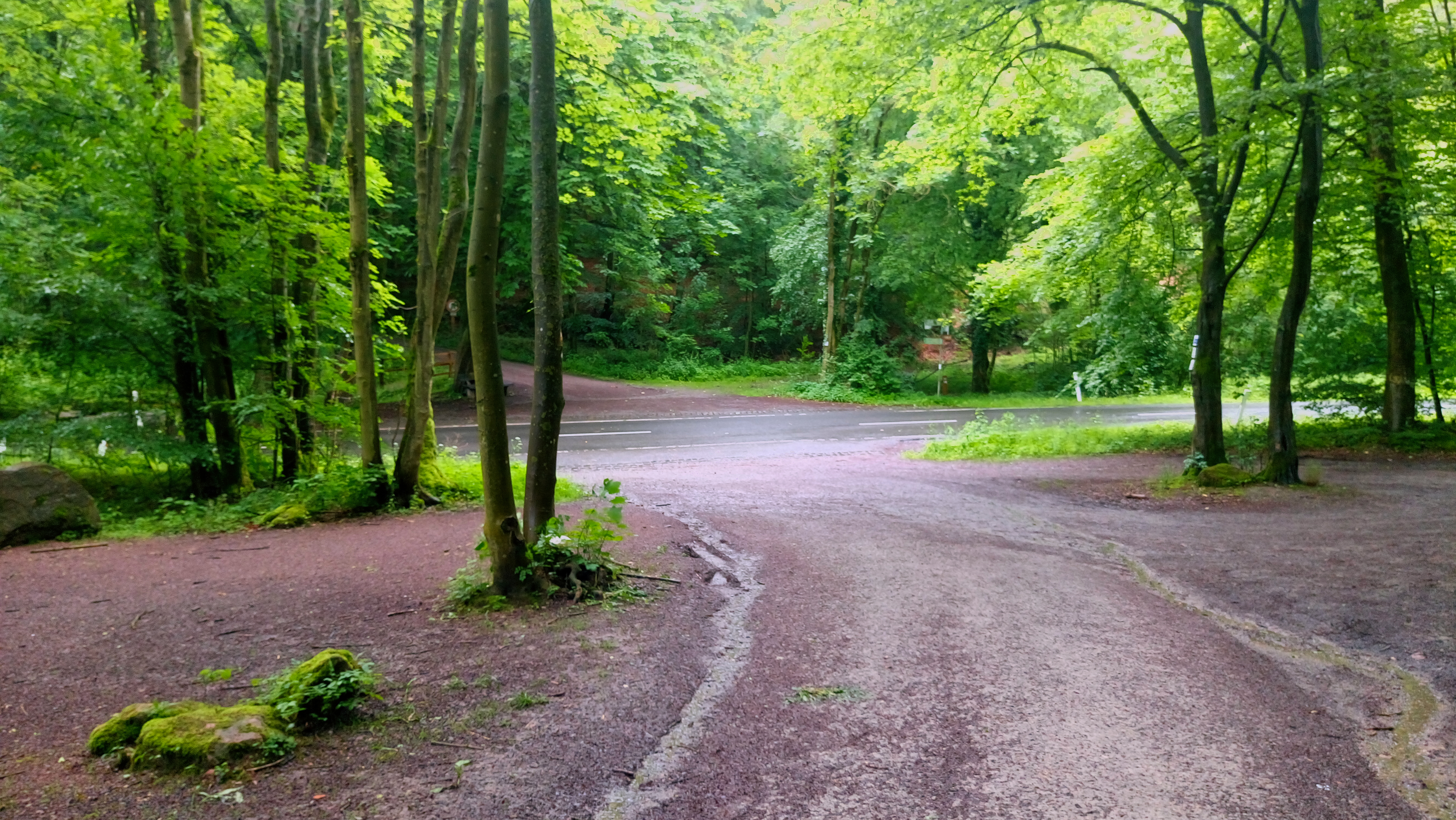
Kahltal-Spessart-Radweg an den Kahlquellen

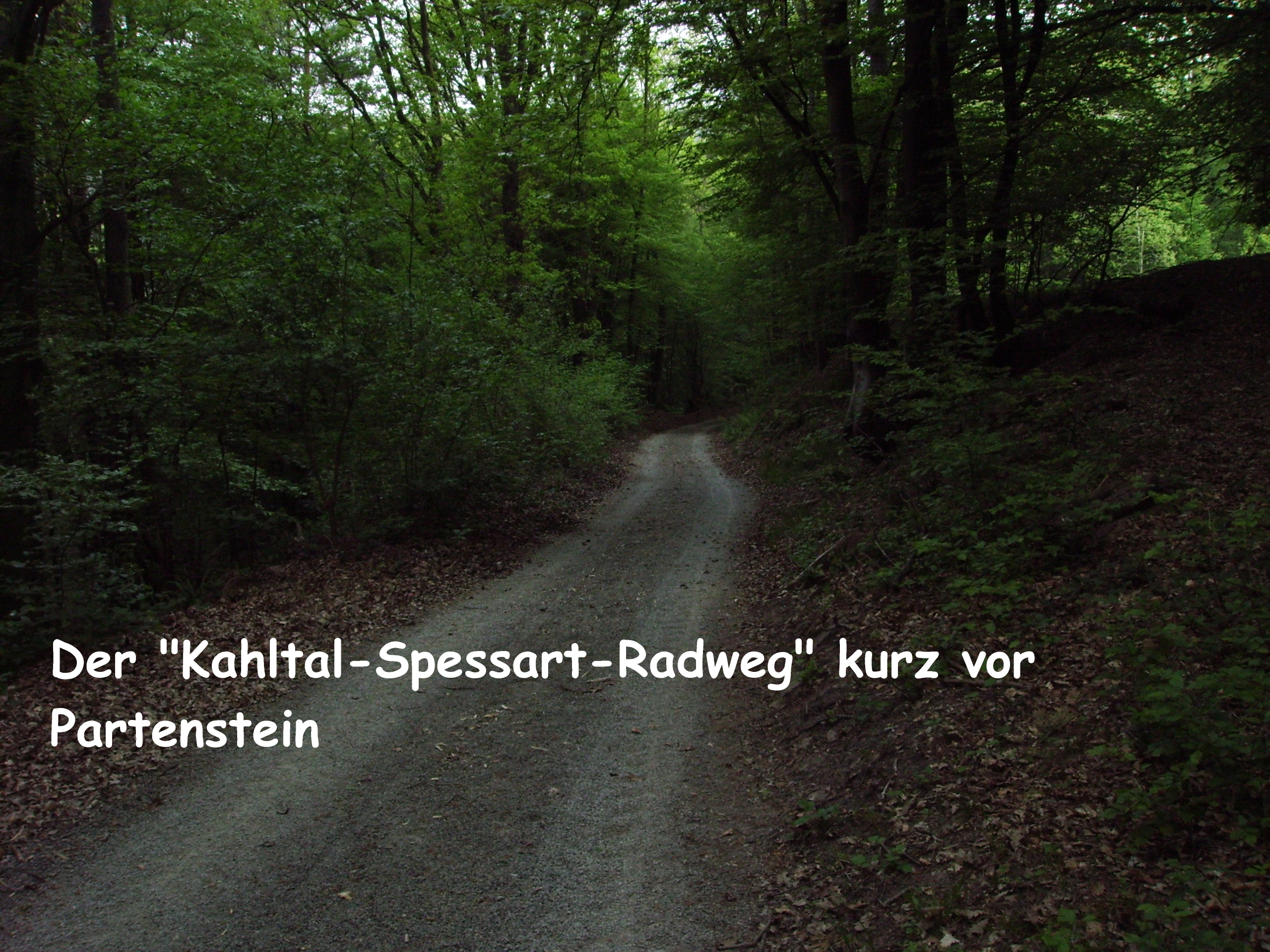
Kahltal-Spessart-Radweg

Der Kahltal-Spessart-Radwanderweg, auch Kahltal-Spessart-Radweg genannt, ist ein ca. 71 km langer Radwanderweg in Bayern.

## Verlauf
Der Kahltal-Spessart-Radwanderweg beginnt ⊙ in Kahl am Main, wo die Kahl in den
Main mündet. Er führt im Kahlgrund bis zur Kahlquelle an der Kahl entlang durch Alzenau, Kälberau, Michelbach, Brücken, Niedersteinbach, Mömbris, Mensengesäß, Schimborn, Königshofen, Blankenbach, Schöllkrippen, Kleinlaudenbach und Kleinkahl. Der Kahltal-Spessart-Radwanderweg verläuft dann weiter durch den Spessart über Heinrichsthal, Heigenbrücken, Neuhütten, Partenstein und endet ⊙ in Lohr am Main.
Der Radweg bietet ab Heinrichsthal eine Alternative, die nicht über Heigenbrücken, sondern über Wiesthal nach Partenstein führt. Beide Routen treffen sich in Krommenthal wieder.
Der Kahltal-Spessart-Radwanderweg bietet die Möglichkeit, das Mainviereck als Rundkurs zu fahren, da er durch den Spessart Kahl am Main mit Lohr am Main verbindet.
Für sportliche Radfahrer ist er geeignet, Anfänger sollten wegen der Höhendifferenz lieber den längeren Main-Radweg benutzen.

## Wegequalität
Der Kahltal-Spessart-Radweg verläuft größtenteils auf befestigten Waldwegen und schwach frequentierten Straßen. Die Oberflächenqualität ist Feld- bzw. Waldwegqualität.
Anschluss an andere große Radwege:
- Kahl am Main: Main-Radweg
- Lohr am Main: Main-Radweg